# Národní divize 1945/1946
Soutěžní ročník Národní divize 1945/1946 byl 44. ročník nejvyšší italské fotbalové ligy. Konal se od 14. října 1945 do 28. července 1946. Tato sezona bývá někdy nesprávně pojmenována jako Národní divize, ale jednalo se o Serie A Alta Italia a Serie AB Centro-Sud. Sezona byla zahájena po skončení 2.světové válce a skončila vítězstvím v národním finále Turína, který vyhrál již třetí titul.
Nejlepším střelcem této sezony se stal italský fotbalista Guglielmo Gabetto (Turín), který vstřelil celkem 22 branek.

## Události

### Před sezonou
Po skončení 2. světové války se Itálie ocitla v troskách a liga se rozdělila na dvě části. Nelítostné boje podél Gótské linie v zimě 1944 vážně narušily, ne-li zničily komunikační linie na Apeninách, takže cestování mezi Pádskou nížinou a italským poloostrovem bylo velmi obtížné.
Za těchto okolností, se Italská fotbalová federace (FIGC) rozhodla restartovat fotbalové mistrovství se zvláštním vzorcem. Samotná FIGC, která se z nahodilých důvodů nemohla vrátit k jediné předválečné skupině, musela vytvořit dva samostatné orgány. Na severu země byla založena Lega Nazionale Alta Italia a byly přijaty všechny kluby, které měly nárok na účast v sezoně 1943/1944, které nebylo odstartované. Klub Ambrosiana-Inter se vrátil ke dřívějšímu názvu Inter a také ostatní kluby, které byli kvůli fašistickému režimu přejmenovány. Stalo se že poprvé a zatím naposled se v lize objevili tři kluby z jednoho města. Byly z Janova (Janov, Sampierdarenese) a (Andrea Doria).
Na jihu byla situace ještě složitější, protože zde nebyl dostatek klubů - pouze čtyři plus formálně sestupující Bari. Řešení bylo nalezeno zřízením Central-Southern National League, která řídila Serie mista A-B Centro-Sud z týmů ze Serie A a Serie B. Celkem zde bylo jedenáct klubů, protože Pisa se kvůli nedostatku financí a nedostupnosti vybombardovaného stadionu odhlásila.
Z každé skupiny postoupily nejlepší čtyři týmy a hrály v jedné skupině o titul. I když to byl oficiální turnaj o titul, nebyl klasifikován jako Serie A.

## Serie A Alta Italia

### Účastníci
| Klub            | Město   | Stadion                   | Trenér                                                                                           |
| --------------- | ------- | ------------------------- | ------------------------------------------------------------------------------------------------ |
| Andrea Doria    | Janov   | Stadio Luigi Ferraris     | Italo Zamberletti (1.–?. kolo) János Vanicsek                                                    |
| Atalanta        | Bergamo | Stadio Comunale           | János Nehadoma (1.–6. kolo) Giuseppe Meazza (7.–13. kolo) Luis Monti                             |
| Benátky         | Benátky | Stadio Pier Luigi Penzo   | Giuseppe Girani                                                                                  |
| Boloňa          | Boloňa  | Stadio Comunale           | Alexander Popovic (1.–13. kolo) Angelo Schiavio+ Pietro Genovesi                                 |
| Brescia         | Brescia | Stadium di viale Piave    | Giovanni Ferrari (1.–13. kolo) Mario Perazzolo                                                   |
| Inter           | Milán   | Arena Civica              | Carlo Carcano                                                                                    |
| Janov           | Janov   | Stadio Luigi Ferraris     | Guido Ara (1.–7. kolo) Enrico Silvestri (8.–?. kolo) József Viola (?.–21. kolo) Ottavio Barbieri |
| Juventus        | Turín   | Stadio Comunale di Torino | Felice Borel                                                                                     |
| Milán           | Milán   | Arena Civica              | Adolfo Baloncieri                                                                                |
| Modena          | Modena  | Stadio Comunale           | Alfredo Mazzoni                                                                                  |
| Sampierdarenese | Janov   | Stadio Luigi Ferraris     | Ottavio Barbieri (1.–21. kolo) Riccardo Fossati                                                  |
| Turín           | Turín   | Stadio Filadelfia         | Luigi Ferrero                                                                                    |
| Triestina       | Terst   | Stadio Comunale           | Mario Villini                                                                                    |
| Vicenza         | Vicenza | Stadio Comunale           | Pietro Spinato                                                                                   |

### Tabulka
| Poř. | Tým             | Z  | V  | R  | P  | VG | OG | B  |
| ---- | --------------- | -- | -- | -- | -- | -- | -- | -- |
| 1.   | Turín           | 26 | 19 | 4  | 3  | 65 | 18 | 42 |
| 2.   | Inter           | 26 | 17 | 5  | 4  | 52 | 21 | 39 |
| 3.   | Juventus        | 26 | 13 | 9  | 4  | 52 | 23 | 35 |
| 4.   | Milán           | 26 | 12 | 6  | 8  | 38 | 36 | 30 |
| 5.   | Brescia         | 26 | 12 | 6  | 8  | 38 | 33 | 30 |
| 6.   | Modena          | 26 | 8  | 10 | 8  | 24 | 22 | 26 |
| 7.   | Boloňa          | 26 | 11 | 4  | 11 | 30 | 33 | 26 |
| 8.   | Triestina       | 26 | 8  | 7  | 11 | 23 | 32 | 23 |
| 9.   | Atalanta        | 26 | 7  | 7  | 12 | 21 | 28 | 21 |
| 10.  | Andrea Doria    | 26 | 7  | 7  | 12 | 25 | 35 | 21 |
| 11.  | Vicenza         | 26 | 8  | 4  | 14 | 28 | 38 | 20 |
| 12.  | Janov           | 26 | 6  | 7  | 13 | 21 | 46 | 19 |
| 13.  | Benátky         | 26 | 4  | 9  | 13 | 19 | 37 | 17 |
| 14.  | Sampierdarenese | 26 | 5  | 5  | 16 | 19 | 53 | 15 |

Poznámky
- Z = Odehrané zápasy; V = Vítězství; R = Remízy; P = Prohry; VG = Vstřelené góly; OG = Obdržené góly; B = Body
- za výhru 2 body, za remízu 1 bod, za prohru 0 bodů.
- při rovnosti bodů se hrál dodatečný zápas o postup do finálové skupiny.

|  | Postup do finálové skupiny |

### Statistiky

#### Výsledková tabulka
|              | Andrea Doria | Atalanta | Benátky | Boloňa | Brescia | Janov | Inter | Juventus | Milán | Modena | Sampierdarenese | Turín | Triestina | Vicenza |
| ------------ | ------------ | -------- | ------- | ------ | ------- | ----- | ----- | -------- | ----- | ------ | --------------- | ----- | --------- | ------- |
| Andrea Doria | –            | 1:0      | 2:0     | 0:0    | 1:1     | 0:1   | 1:1   | 1:1      | 1:2   | 1:1    | 0:1             | 2:3   | 0:0       | 3:2     |
| Atalanta     | 0:3          | –        | 1:0     | 0:1    | 0:0     | 2:2   | 2:1   | 1:1      | 0:2   | 0:1    | 3:0             | 1:0   | 2:1       | 2:2     |
| Benátky      | 2:2          | 0:0      | –       | 1:2    | 1:2     | 0:0   | 0:1   | 0:2      | 0:0   | 2:3    | 3:1             | 2:1   | 1:1       | 1:0     |
| Boloňa       | 1:0          | 3:0      | 2:0     | –      | 0:0     | 4:0   | 1:3   | 2:1      | 1:2   | 2:2    | 3:2             | 0:2   | 1:0       | 2:1     |
| Brescia      | 2:0          | 3:1      | 1:1     | 2:1    | –       | 3:1   | 1:2   | 2:1      | 2:0   | 1:0    | 1:0             | 1:3   | 1:1       | 4:1     |
| Janov        | 0:3          | 0:0      | 1:0     | 3:0    | 2:3     | –     | 1:2   | 2:1      | 1:0   | 0:0    | 0:2             | 0:1   | 0:1       | 2:0     |
| Inter        | 2:0          | 2:1      | 1:0     | 1:0    | 4:1     | 9:1   | –     | 2:2      | 2:0   | 2:0    | 2:0             | 1:1   | 1:2       | 4:2     |
| Juventus     | 6:1          | 5:0      | 2:0     | 1:0    | 3:1     | 4:1   | 0:0   | –        | 2:2   | 1:0    | 6:0             | 2:1   | 1:1       | 2:1     |
| Milán        | 1:2          | 2:1      | 2:1     | 2:2    | 3:1     | 1:0   | 1:3   | 1:1      | –     | 1:0    | 3:0             | 2:3   | 2:0       | 2:4     |
| Modena       | 1:0          | 0:0      | 0:2     | 2:0    | 2:1     | 1:1   | 0:0   | 0:0      | 1:1   | –      | 2:0             | 0:3   | 5:1       | 2:0     |
| Sampier.     | 1:0          | 1:1      | 1:3     | 0:2    | 1:2     | 1:1   | 1:3   | 2:2      | 1:2   | 0:0    | –               | 0:5   | 0:6       | 1:0     |
| Turín        | 5:0          | 3:1      | 2:0     | 4:0    | 2:2     | 6:0   | 1:0   | 1:0      | 4:0   | 1:1    | 2:1             | –     | 4:0       | 4:0     |
| Triestina    | 0:1          | 0:0      | 0:0     | 1:0    | 1:0     | 2:1   | 1:3   | 0:3      | 1:2   | 1:0    | 0:1             | 1:1   | –         | 0:2     |
| Vicenza      | 1:0          | 0:1      | 1:0     | 3:0    | 1:0     | 0:0   | 1:0   | 1:2      | 2:2   | 1:0    | 1:1             | 1:2   | 0:1       | –       |

#### Play off o postup
| 20. duben 1946 | Milán | 1 – 1 v prodl. | Brescia | Boloňa |  |  |
|                |       |                |         |        |  |  |
|                |       |                |         |        |  |  |

| 24. duben 1946 | Milán | 2 – 1 v prodl. | Brescia | Modena |  |  |
|                |       |                |         |        |  |  |
|                |       |                |         |        |  |  |

Klub Milán postoupil do finálové skupiny.

## Střelecká listina
| Pořadí | Jméno             | Klub         | Branky |
| ------ | ----------------- | ------------ | ------ |
| 1.     | Guglielmo Gabetto | Turín        | 15     |
| 2.     | Giuseppe Baldini  | Andrea Doria | 13     |
| 2.     | Romano Penzo      | Inter        | 13     |
| 4.     | Aredio Gimona     | Milán        | 11     |
| 4.     | Enrico Candiani   | Inter        | 11     |
| 4.     | Ezio Loik         | Turín        | 11     |
| 4.     | Héctor Puricelli  | Milán        | 11     |
| 4.     | Valentino Mazzola | Turín        | 11     |
| 2.     | Silvio Piola      | Juventus     | 10     |
| 2.     | Camillo Achilli   | Inter        | 10     |

## Serie mista A-B Centro-Sud

### Účastníci
| Klub        | Město     | Stadion               | Trenér                                                                     |
| ----------- | --------- | --------------------- | -------------------------------------------------------------------------- |
| Anconitana  | Ancona    | Stadio Dorico         | Achille Piccini                                                            |
| Bari        | Bari      | Stadio della Vittoria | Raffaele Costantino                                                        |
| Fiorentina  | Florencie | Stadio Comunale       | Giuseppe Bigogno (1.–?. kolo) Guido Ara                                    |
| Lazio       | Řím       | Stadio Nazionale      | Dino Canestri (1.–8. kolo) Salvador Gualtieri (9.–12. kolo) Tony Cargnelli |
| Neapol      | Neapol    | Stadio del Vomero     | Raffaele Sansone                                                           |
| Palermo     | Palermo   | Stadio La Favorita    | Maximiliano Faotto                                                         |
| Pescara     | Pescara   | Stadio Rampigna       | Giuseppe Marchi                                                            |
| Pro Livorno | Livorno   | Stadio Comunale       | Enrico Carpitelli (1.–6. kolo) Ivo Fiorentini                              |
| Řím         | Řím       | Stadio Nazionale      | Giovanni Degni                                                             |
| Salernitana | Salerno   | Stadio Comunale       | Vittorio Mosele                                                            |
| Siena       | Siena     | Stadio del Rastrello  | Cesare Pellegatta                                                          |

### Tabulka
| Poř. | Tým         | Z  | V  | R | P  | VG | OG | B  |
| ---- | ----------- | -- | -- | - | -- | -- | -- | -- |
| 1.   | Neapol      | 20 | 11 | 6 | 3  | 28 | 10 | 28 |
| 2.   | Bari        | 20 | 13 | 2 | 5  | 31 | 21 | 28 |
| 3.   | Řím         | 20 | 10 | 7 | 3  | 28 | 17 | 27 |
| 4.   | Pro Livorno | 20 | 10 | 6 | 4  | 30 | 15 | 26 |
| 5.   | Fiorentina  | 20 | 10 | 3 | 7  | 32 | 16 | 23 |
| 6.   | Pescara     | 20 | 6  | 6 | 8  | 27 | 26 | 18 |
| 7.   | Lazio       | 20 | 6  | 5 | 9  | 19 | 19 | 17 |
| 8.   | Palermo     | 20 | 6  | 5 | 9  | 16 | 23 | 17 |
| 9.   | Salernitana | 20 | 5  | 4 | 11 | 20 | 32 | 14 |
| 10.  | Siena       | 20 | 2  | 9 | 9  | 13 | 36 | 13 |
| 11.  | Anconitana  | 20 | 3  | 3 | 14 | 12 | 41 | 9  |

Poznámky
- Z = Odehrané zápasy; V = Vítězství; R = Remízy; P = Prohry; VG = Vstřelené góly; OG = Obdržené góly; B = Body
- za výhru 2 body, za remízu 1 bod, za prohru 0 bodů.

|  | Postup do finálové skupiny |

### Statistiky

#### Výsledková tabulka
|             | Anconitana | Bari | Fiorentina | Lazio | Neapol | Palermo | Pescara | Pro Livorno | Řím | Salernitana | Siena |
| ----------- | ---------- | ---- | ---------- | ----- | ------ | ------- | ------- | ----------- | --- | ----------- | ----- |
| Anconitana  | –          | 1:2  | 0:1        | 1:0   | 0:3    | 1:2     | 1:1     | 1:1         | 0:1 | 2:1         | 1:1   |
| Bari        | 4:2        | –    | 1:0        | 1:0   | 2:1    | 3:1     | 1:0     | 1:0         | 1:0 | 1:0         | 4:0   |
| Fiorentina  | 5:0        | 2:0  | –          | 4:3   | 0:1    | 2:0     | 3:1     | 2:1         | 2:0 | 4:0         | 5:0   |
| Lazio       | 1:2        | 1:0  | 1:0        | –     | 0:0    | 0:1     | 6:0     | 0:2         | 1:2 | 2:1         | 0:0   |
| Neapol      | 2:0        | 2:1  | 1:0        | 0:0   | –      | 2:0     | 1:0     | 1:0         | 1:1 | 1:0         | 6:1   |
| Palermo     | 3:0        | 0:2  | 0:0        | 0:1   | 0:0    | –       | 1:0     | 1:0         | 1:3 | 1:0         | 2:2   |
| Pescara     | 4:0        | 3:1  | 3:0        | 2:2   | 2:1    | 0:0     | –       | 1:2         | 2:2 | 5:1         | 2:0   |
| Pro Livorno | 4:0        | 4:1  | 1:1        | 1:0   | 1:0    | 4:2     | 1:0     | –           | 1:1 | 3:0         | 0:0   |
| Řím         | 3:0        | 1:1  | 1:0        | 0:1   | 0:0    | 2:1     | 0:0     | 2:2         | –   | 4:2         | 1:0   |
| Salernitana | 1:0        | 2:3  | 1:0        | 2:0   | 1:1    | 0:0     | 2:0     | 0:0         | 1:3 | –           | 3:0   |
| Siena       | 1:0        | 1:1  | 1:1        | 0:0   | 1:4    | 1:0     | 1:1     | 1:2         | 0:1 | 2:2         | –     |

### Střelecká listina
| Pořadí | Jméno              | Klub        | Branky |
| ------ | ------------------ | ----------- | ------ |
| 1.     | Dante Di Benedetti | Bari        | 13     |
| 2.     | Mario Gritti       | Fiorentina  | 12     |
| 3.     | Engelbert Koenig   | Lazio       | 11     |
| 4.     | Mario Tontodonati  | Pescara     | 11     |
| 5.     | Amedeo Amadei      | Řím         | 8      |
| 5.     | Teresio Piana      | Pro Livorno | 8      |
| 5.     | Renato Raccis      | Pro Livorno | 8      |
| 8.     | Carlo Barbieri     | Neapol      | 7      |
| 8.     | Vincenzo Margiotta | Salernitana | 7      |
| 8.     | Omero Urilli       | Řím         | 7      |

## Finálová skupina

### Tabulka
| Poř. | Tým         | Z  | V  | R | P  | VG | OG | B  |
| ---- | ----------- | -- | -- | - | -- | -- | -- | -- |
| 1.   | Turín       | 14 | 11 | 0 | 3  | 43 | 14 | 22 |
| 2.   | Juventus    | 14 | 9  | 3 | 2  | 31 | 8  | 21 |
| 3.   | Milán       | 14 | 7  | 2 | 5  | 25 | 16 | 16 |
| 4.   | Inter       | 14 | 6  | 2 | 6  | 20 | 16 | 14 |
| 5.   | Neapol      | 14 | 5  | 3 | 6  | 19 | 27 | 13 |
| 6.   | Řím         | 14 | 4  | 3 | 7  | 16 | 22 | 11 |
| 7.   | Pro Livorno | 14 | 4  | 2 | 8  | 13 | 35 | 10 |
| 8.   | Bari        | 14 | 1  | 3 | 10 | 6  | 35 | 5  |

Poznámky
- Z = Odehrané zápasy; V = Vítězství; R = Remízy; P = Prohry; VG = Vstřelené góly; OG = Obdržené góly; B = Body
- za výhru 2 body, za remízu 1 bod, za prohru 0 bodů.

|  | Mistr ligy |

### Statistiky

#### Výsledková tabulka
|             | Bari | Inter | Juventus | Milán | Neapol | Pro Livorno | Řím | Turín |
| ----------- | ---- | ----- | -------- | ----- | ------ | ----------- | --- | ----- |
| Bari        | –    | 1:2   | 0:2      | 0:2   | 2:2    | 0:0         | 1:0 | 1:2   |
| Inter       | 0:0  | –     | 1:0      | 0:1   | 2:1    | 6:2         | 1:0 | 6:2   |
| Juventus    | 6:1  | 1:0   | –        | 3:1   | 6:0    | 5:1         | 2:1 | 1:0   |
| Milán       | 8:0  | 3:2   | 1:1      | –     | 2:3    | 1:0         | 2:0 | 2:0   |
| Neapol      | 4:0  | 0:0   | 1:1      | 1:0   | –      | 3:0         | 2:1 | 0:2   |
| Pro Livorno | 3:0  | 1:0   | 0:3      | 1:0   | 2:1    | –           | 1:1 | 0:3   |
| Řím         | 1:0  | 3:0   | 0:0      | 2:2   | 2:0    | 3:1         | –   | 0:7   |
| Turín       | 3:0  | 1:0   | 1:0      | 3:0   | 7:1    | 9:1         | 3:2 | –     |

### Střelecká listina
| Pořadí | Jméno               | Klub     | Branky |
| ------ | ------------------- | -------- | ------ |
| 1.     | Eusebio Castigliano | Turín    | 13     |
| 2.     | Carlo Barbieri      | Neapol   | 8      |
| 3.     | Amedeo Amadei       | Řím      | 7      |
| 3.     | Guglielmo Gabetto   | Turín    | 7      |
| 5.     | Enrico Candiani     | Inter    | 6      |
| 5.     | Silvio Piola        | Juventus | 6      |

## Vítěz
| Serie A Vítěz pro rok 1945/46 |
| ----------------------------- |
| Turín FC                      |
|                               |